# Krásná, Cheb
Krásná là một làng thuộc huyện Cheb, vùng Karlovarský, Cộng hòa Séc.